# 100 메가미터
- 108 m 미만
- 108 m = 100,000 km
- 120,000 km -- 토성의 지름.
- 140,000 km -- 목성의 지름.
- 174,000 km -- 지금까지 알려진 가장 작은 항성의 크기.
- 180,000 km -- 지금까지 알려진 가장 큰 외계 행성의 크기.
- 299,792 km -- 빛이 진공상에서 1초 동안 가는 거리.
- 384,000 km -- 지구와 달 사이의 평균 거리.
- 109 m 이상